# 安德鲁·科莫
安德鲁·马克·科莫（英語：Andrew Mark Cuomo，發音：/ˈkwoʊmoʊ/；1957年12月6日—），美国政治人物。2011年至2021年任纽约州州长；2021年8月24日，科莫因涉及性丑闻事件而辞职。

## 早期生活
安德鲁·科莫是意大利西西里裔美國人，生于纽约皇后区，他是家中的长子，父亲马里奥·科莫曾任职第52任纽约州州长，母亲是Matilda Cuomo，弟弟克里斯·科莫曾是CNN的主播；2021年12月，纽约州州检察长詹樂霞出具的调查报告显示，克里斯利用自己的職務試圖幫他的哥哥洗白，随后CNN決定开除克里斯的主持人职务。
安德鲁·科莫就读于大主教莫洛伊高中，1979年毕业于纽约福坦莫大学，1982年从纽约奥尔巴尼法学院毕业。
其父亲马里奥·科莫于1982年开始参选，成功當選並擔任纽约州州长長達12年，那一年他作为父亲的助手开始踏入政治之路。1984年至1985年间，他从事律师职业。

## 从政生涯

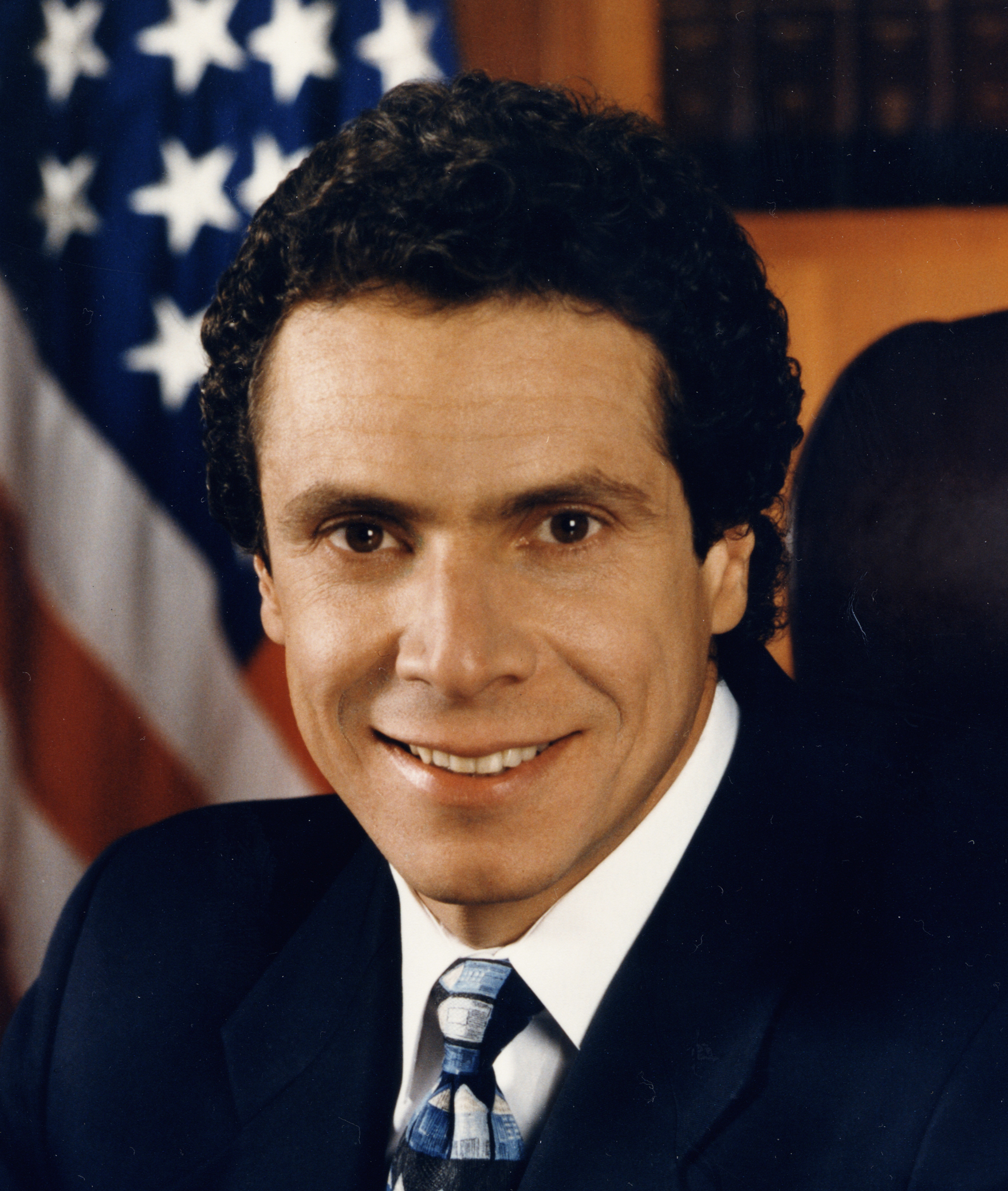
科莫任住房与城市发展部部长时期的官方照片。

1993至2001年在比爾·克林顿政府内阁中任職，1997至2001年担任美国住房与城市发展部部长。1999年1月19日，克林顿總統率領閣員到國會發表国情咨文期間，科莫作为指定倖存者在一處秘密安全地點待命，以備聚集在眾議院會議廳中的總統、副總統以及其他的官員面臨災難時能按照美國總統繼任順序繼任總統職位。
2002年曾參與紐約州州長初選，2006年當選紐約州檢察長。
2010年纽约州长选举，他代表民主黨以62%得票率當選纽约州州长。當選州長後，于2011年推動紐約同性婚姻合法化，並對企業減免稅款。
2014年及2018年纽约州长选举，他成功連任州長，任至2021年8月24日辭去州長職務。
2025年3月1日，科莫宣布參加同年的紐約市長選舉，但在6月的民主党初选中输给卓蘭·曼達尼；7月14日，宣布獨立參選。

## 家庭生活
他与凯莉·肯尼迪于1990年结婚，两人共育有三个女兒。凯莉·肯尼迪是甘迺迪家族成員，其父亲是前美国司法部長羅伯特·甘迺迪。2003年，两人分居，并于2005年离婚。
2005年至2019年间，安德鲁·科莫与身为电视主持人兼作家的桑德拉·李约会交往，兩人共賦同居。

## 丑闻
2021年2月，科莫被揭發涉及隱瞞養老院在2019冠状病毒病疫情的死亡率並曾就此事施壓議員，以及有三名女性指控科莫涉及性骚扰。
2021年8月3日，纽约州总检察长发布调查报告，指控科莫涉嫌性骚扰至少11名女性，还报复了一名公开其行径的前雇员。8月6日，一名指认科莫性骚扰的女子向纽约州奥尔巴尼县治安官办公室提交刑事诉讼文件。8月10日，科莫宣布将在14天內辞职。8月24日，纽约州州长一职正式由凯西·霍特尔接任。